# Emanuel Sueyro
Emanuel Sueyro (1587-1629), señor de Voorde y caballero del hábito de Cristo, comendador de San Martín del Obispo, fidalgo de la casa del Felipe III, y su consejero en el Consejo Supremo de Hacienda. Hijo de Diego López Sueyro y de ascendencia portuguesa, nació y se crio en Amberes. Tradujo a Tácito y Salustio al castellano y escribió unos Anales de Flandes (1624) en dos volúmenes.

## Escritos
- Anacephalaeoses, id est Summa capita actorum regum Lusitaniae; acceserunt Epigrammata in singulos reges ab insigni poeta Emmanuele Pimenta eiusdem societatis; et illorum effigies ad vivum expressae, cura et sumptibus Emmanuelis Sueyro (1621).
- Descripción breve del País Baxo (1622).
- Anales de Flandes (1624).

### Traducciones
- Tácito, Las obras de C. Cornelio Tacito (1613).
- Herman Hugo, Sitio de Breda, rendida a las armas del rey don Phelipe IV (1627).
- Veleyo Paterculo, Veleyo Patérculo en castellano (1630).
- Salustio, Salustio traducido en castellano por el caballero Manuel Sueyro.